# Rato-da-taquara
O rato-da-taquara (nome científico: Kannabateomys amblyonyx), é um mamífero roedor da família dos equimídeos (Echimydae). É o único membro do gênero Kannabateomys.

## Descrição
O rato-da-taquara pode atingir um comprimento de cabeça e corpo de 25 centímetros (9,8 polegadas) com uma cauda de 32 centímetros (12,6 polegadas). Seu peso é de cerca de 475 gramas (1 libra). A pelagem é de cor marrom-acinzentada típica de muitos roedores, graduando-se a castanha nos flancos. O queixo e as partes inferiores são brancos tingidos de marrom avermelhado. Os primeiros 6 centímetros (2,4 polegadas) da cauda são bem peludos, mas o resto é esparsamente peludo. Há um tufo distinto de pelos na ponta. Quando totalmente crescido, é improvável que este rato-da-taquara com sua cauda longa seja confundido com qualquer outra espécie.

## Etimologia
O nome do gênero Kannabateomys deriva das três palavras gregas antigas: κάννα (kánna), que significa "junco, cana", βατέω (batéō), que significa "montar", e μῦς (mûs), que significa "rato". O nome específico amblyonyx deriva das duas palavras gregas antigas: ἀμβλύς (amblús), que significa "romba, não afiada", e ὄνυξ (ónux), que significa "garra, unha".

## Distribuição e habitat
O rato-da-taquara é nativa da América do Sul, onde sua distribuição inclui sudeste do Brasil, leste do Paraguai e nordeste da Argentina. O habitat típico são florestas úmidas perto da água com sub-bosque denso de bambus. É particularmente associado ao bambu-gigante (Guadua angustifolia), que forma moitas.

## Ecologia
O rato-da-taquara é noturno e altamente arborícola, rastejando em árvores e bambus, especialmente perto da água. A área de residência é de cerca de mil metros quadrados (1 200 jardas quadradas). Quando alarmado, emite guinchos altos. Provavelmente se alimenta de gramíneas, folhas, brotos, frutas e tubérculos.

## Filogenia
Kannabateomys é um membro do clado Echimyini de roedores arborícolas equimídeos (Echimyidae). Seus parentes mais próximos são Dactylomys e Olallamys. Esses roedores sul-americanos compartilham características únicas e são agrupados sob o nome informal do clado de "Dactylomyines". Os dactylomyines são os gêneros irmãos de Diplomys e Santamartamys. Todos esses táxons estão intimamente relacionados aos gêneros Echimys, Phyllomys, Makalata, Pattonomys e Toromys. Por sua vez, esses gêneros compartilham afinidades filogenéticas com o clado contendo Lonchothrix e Mesomys, e com Isothrix.

## Conservação
A União Internacional para a Conservação da Natureza (UICN / IUCN) avaliou em sua Lista Vermelha o rato-da-taquara como sendo de menor preocupação. Em 2005, foi listada como criticamente em perigo na Lista de Espécies da Fauna Ameaçadas do Espírito Santo; em 2010, sob a rubrica de dados insuficientes no Livro Vermelho da Fauna Ameaçada no Estado do Paraná; em 2014, sob a rubrica de dados insuficientes no Livro Vermelho da Fauna Ameaçada de Extinção no Estado de São Paulo; e em 2018, sob a rubrica de "dados insuficientes" na Lista Vermelha do Livro Vermelho da Fauna Brasileira Ameaçada de Extinção do Instituto Chico Mendes de Conservação da Biodiversidade (ICMBio) e como vulnerável na Lista das Espécies da Fauna Ameaçadas de Extinção no Estado do Rio de Janeiro.